# Lac de Banyoles
 (août 2014).
Si vous disposez d'ouvrages ou d'articles de référence ou si vous connaissez des sites web de qualité traitant du thème abordé ici, merci de compléter l'article en donnant les références utiles à sa vérifiabilité et en les liant à la section « Notes et références ».
Le lac de Banyoles est le premier lac naturel le plus grand de la Catalogne. Il est aussi l'origine et le signe d'identité principal de la ville de Banyoles. Le lac mesure 2.150 mètres environ de longueur et sa largeur maximale au lobe nord est de 750 mètres et celle du sud, 725 mètres. La superficie est de 111,7 hm² et la profondeur maximale est de 40 mètres. L'étang et son bassin lacustre sont considérés comme le conjoint kartisque le plus long de la Péninsule Ibérique et un système environnementale de notable valeur.

Vue du lac.

Situé à l'ouest du terme municipal de Banyoles, il fut déclaré par la Généralité de Catalogne comme une zone intégrée au Pla d'Espais d'Interès Natural (PEIN). Le 20 décembre 2002, le lac est désigné site Ramsar  et est inclus dans la liste des zones humides d'importance internationale. Il a également été proposé pour faire partie du réseau Natura 2000 au cadre de la région méditerranée. Aussi, la Mairie de Banyoles et la société civile de la ville et de la comarque réclament la déclaration du lac comme Parc naturel.